# Prinsens Palæ

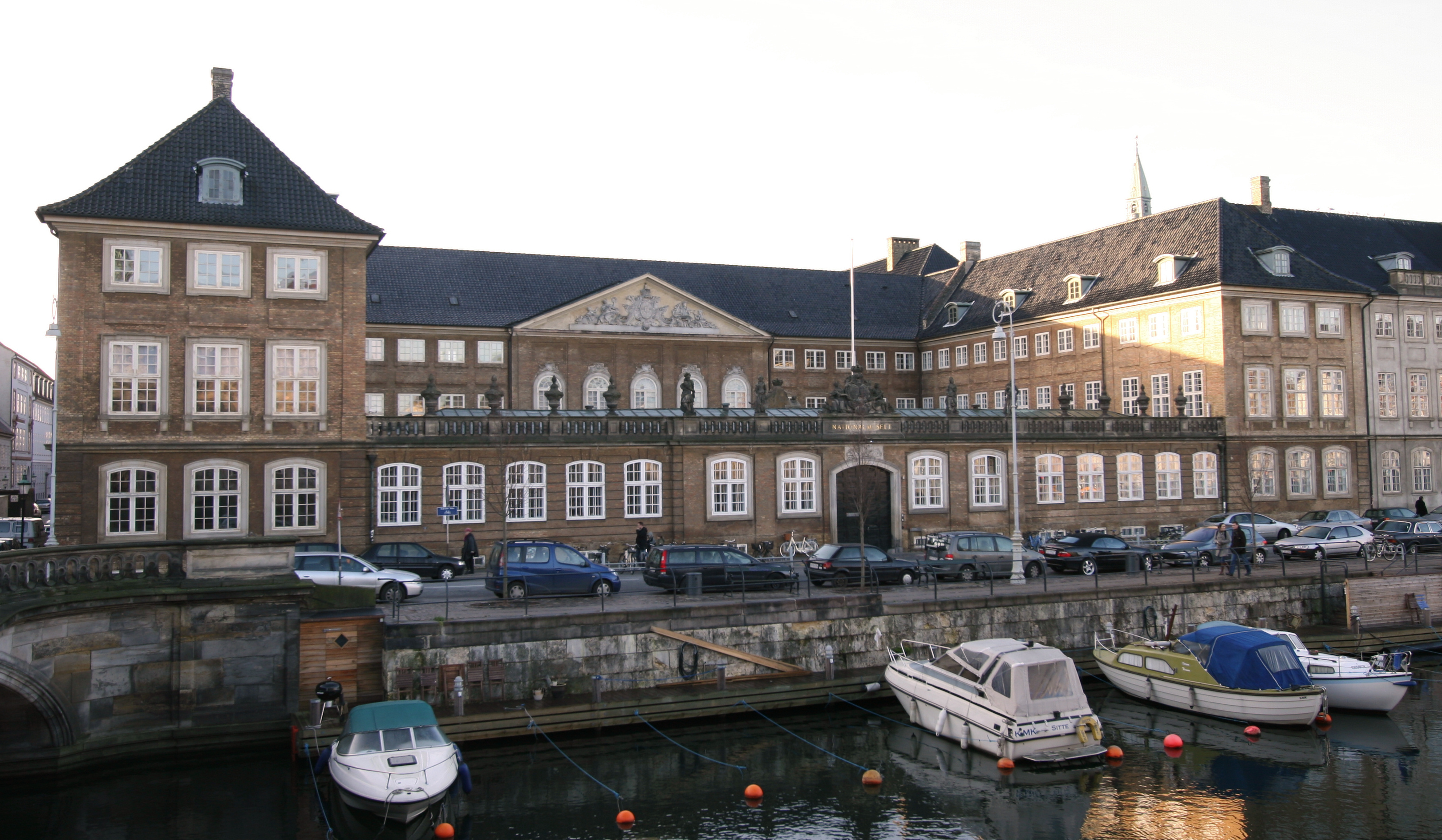
Prinsens Palæ

Prinsens Palæ (även stavat Prinsens Palais) är ett historiskt palæ vid Frederiksholms Kanal i centrala Köpenhamn.

## Historia
Huvudbyggnaden uppfördes av hovbyggmästaren Nicolai Eigtved 1743–1744 som tronföljarbostad åt kronprins Frederik (den senare Fredrik V) och kronprinsessan Louise. Den byggdes om och restaurerades 1766–1768 och övertogs av staten 1849, varefter byggnaden användes för olika ändamål, bland annat för museisamlingar, vilket resulterade i öppnandet av Nationalmuseet 1892. Tillbyggnader gjordes 1929–1936 och 1989–1992, då museets yta utökades med omkring 6.000 m².

## Beskrivning
Byggnaden, som är fredad, är ett av Danmarks äldsta rokoko-palæ i rent franskt stil med en låg portflygel med balustrad ut mot Frederiksholms Kanal och Christiansborgs slott. Arkitekten Eigtveds ursprungliga interiör kan ännu ses på flera ställen i huvudbyggnaden. Trädgården, som anlades av Eigtved som en fransk trädgårdsanläggning, försvann vid utbyggnaden 1932. Riddarsalen var en under en period ateljé för konstnärerna Jens Juel och Nicolai Abildgaard, tills den övertogs av högsta domstolen, Højesteret, vars byggnader förstörts under branden på Christiansborg år 1794.

## Ägare av Prinsens Palæ
- (1684–1712) Wigand Michelbecker
- (1712–1730) W. Edinger
- (1730–1849) Kronan
- (1849–) Danska staten